# أخبار إسرائيل
أخبار إسرائيل (بالألمانية Israel Nachrichten) هي جريدة إخبارية يومية تصدر باللغة الألمانية، وتحرر في تل أبيب في إسرائيل، أسس الجريدة عام 1936 سيقفريد بلومنتال وكانت تسمى أخبار بلومنتال الجديدة ،في عام 1950 كانت واحدة من أكثر الصحف رواجاً في جميع أنحاء إسرائيل. شغلت منصب رئيس تحرير جريدة أخبار إسرائيل الصحفية أليسي شفارتس غاردوس منذ عام 1975 إلى غاية وفاتها عام 2007 عن عمر 91، وبذلك فهي أقدم رئيسة تحرير في العالم.